# Karteikarte
Eine Karteikarte ist die Zusammenfassung bestimmter Daten nach einem festgelegten Schema auf einer Karte für eine Kartei. Weniger gebräuchlich ist die aus dem Französischen stammende Bezeichnung Fiche ([fiʃ], schweizerhochdeutsch [ˈfiʃə] ausgesprochen).

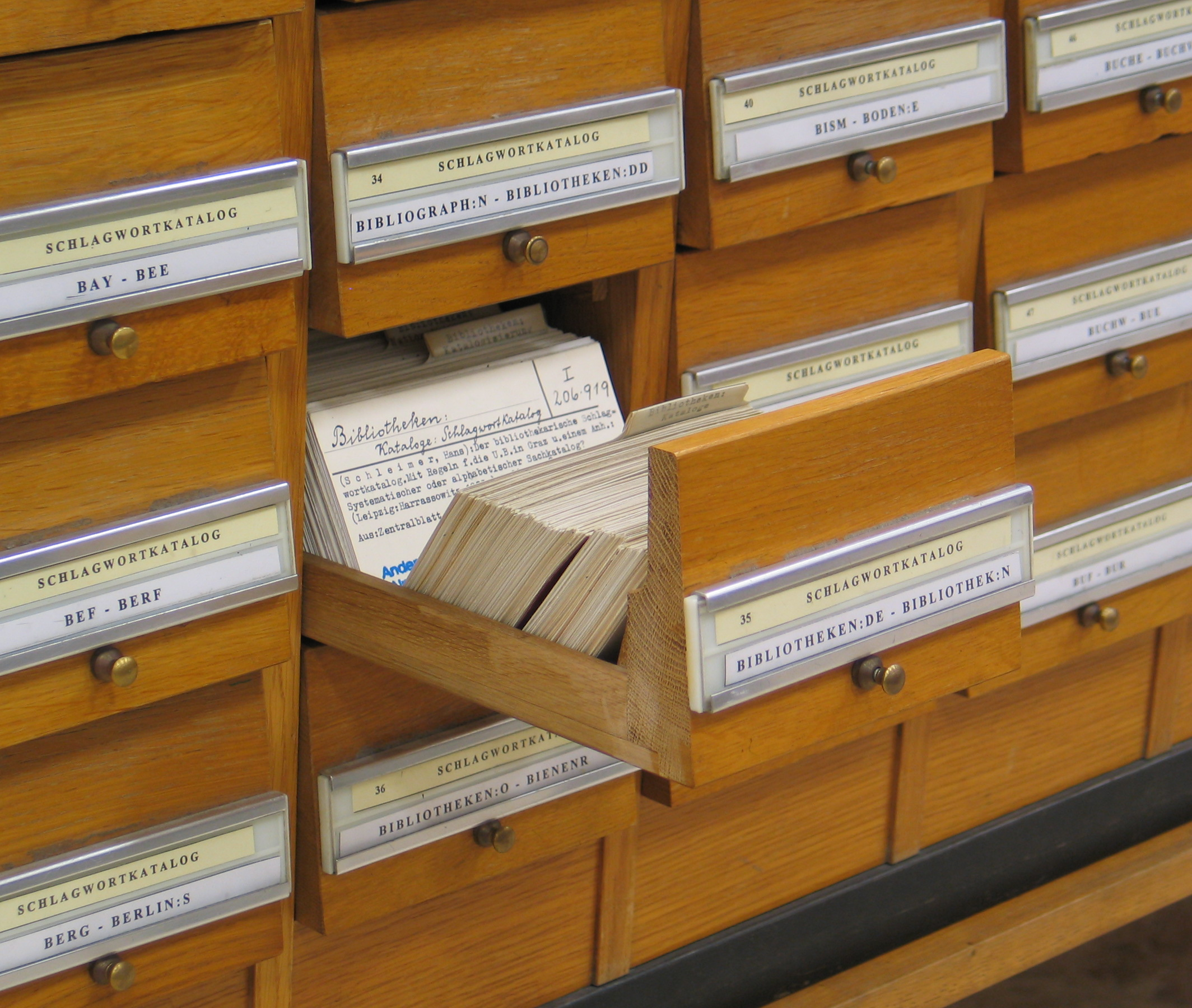
Karteikarten in einem Schlagwortkatalog

## Verwendung
Ursprünglich handelte es sich in der Regel um Karten aus festem Karton, auf dem die gewünschten Daten, häufig in Vordrucke, eingetragen wurden.
Diese Karten wurden dann nach bestimmten Kriterien (zum Beispiel alphabetisch) sortiert und in Karteikästen gesammelt.
So wurde ein schneller Zugriff auf diese Daten ermöglicht.
Eventuell vorhandene überstehende Abschnitte von Karteikarten werden Tabe oder Reiter genannt. An verschiedenen Positionen aufgesteckte farbige Kartenreiter ermöglichen ein von der Sortierung unabhängiges codiertes Zugriffssystem. Handlochkarten ermöglichen stärker strukturierte Zugriffe ähnlich einfachen Datenbanksystemen.
Karteikarten in einem konventionellen Bibliothekskatalog heißen Katalogzettel.
Der Begriff wird heute vereinzelt auch für die Datensätze einer elektronischen Datenbank verwendet, obwohl es sich nicht mehr um „Karten“ handelt. So gehört zum Umfang alter Versionen des Betriebssystems Windows (bis Windows 3.11) ein Programm, das die englische Bezeichnung für Karteikasten trägt (cardfile.exe) und dessen Benutzungsoberfläche an Karteikarten erinnern.

## Verwandte Themen
- Eine Lernkartei und Lernkartei-Software unterstützt die Aneignung von Wissen.
- Registerblätter bzw. -karten werden die Trenner in Aktenbeständen bezeichnet.
- Handlochkarten wie Randlochkarten, Schlitzlochkarten und Sichtlochkarten ermöglichten durch Codierung Suchoperationen in Karteien.[1]
- Mikroplanfilme werden auch Microfiche genannt.
- In Zettelkästen werden üblicherweise zweckspezifisch gestaltete Karteikarten verwendet.